# ۵۲۱ (میلادی)
۵۲۱ (میلادی) پانصد و بیست و یکمین سال تقویم میلادی است.

## درگذشتگان
‎